# Hesperoptenus tomesi
Hesperoptenus tomesi (Thomas, 1905) è un pipistrello della famiglia dei Vespertilionidi diffuso nell'Ecozona orientale.

## Descrizione

### Dimensioni
Pipistrello di medie dimensioni, con la lunghezza dell'avambraccio tra 50 e 53 mm, la lunghezza della coda tra 49 e 53 mm, la lunghezza delle orecchie tra 17 e 18 mm e un peso fino a 32 g.

### Aspetto
Il colore generale del corpo è bruno-nerastro. Il muso è corto, appuntito, leggermente ricoperto di peli, con due masse ghiandolari sui lati e con le narici che si aprono lateralmente, separate da un solco superficiale. Le orecchie sono ovali e ben separate tra loro.  Il trago è corto, con l'estremità arrotondata, piegata quasi orizzontalmente in avanti e una proiezione alla base del margine posteriore. La coda è lunga ed inclusa completamente nell'ampio uropatagio. Il calcar è carenato.

### Ecolocazione
Emette ultrasuoni a ciclo di lavoro alto con impulsi di breve durata a frequenza iniziale di 62 kHz e finale di 20 kHz.

## Biologia

### Alimentazione
Si nutre di insetti catturati in volo su spazi aperti come gli specchi d'acqua.

## Distribuzione e habitat
Questa specie è conosciuta nella parte centrale della Penisola malese, nello stato malese di Sabah, nel Borneo settentrionale e nel Parco nazionale di Kangkachan, nella provincia thailandese di Phetchaburi.
Vive esclusivamente nelle foreste pluviali primarie di pianura. In Thailandia è stato inoltre osservato in foreste montane sempreverdi indisturbate.

## Conservazione
La IUCN Red List, considerato che questa specie è largamente dipendente dall'habitat forestale e probabilmente è soggetta ad un declino della popolazione di oltre il 30% negli ultimi 15 anni a causa della deforestazione, classifica H.tomesi come specie vulnerabile (VU).